# Champvallon
Champvallon est une ancienne commune française, située dans le département de l'Yonne en région Bourgogne-Franche-Comté, devenue, le 1er janvier 2017, une commune déléguée de la commune nouvelle de Montholon avec Aillant-sur-Tholon, Villiers-sur-Tholon et Volgré.

## Histoire
Jacques de Harlay, troisième fils de Louis de Harlay, seigneur de Cézy et Louise de Carré, fut le seigneur de Champvallon au XVIe siècle.
Les Buret de Sainte-Anne, barons de Champvallon, tiennent la mairie de 1846 à 1917. L’église est reconstruite dans les années 1850 sous l’impulsion du père. Son fils Albert refuse catégoriquement, en 1884, que des bustes de Marianne envoyés par la Société pour la propagation de l’instruction populaire du département de l’Yonne soient placés dans l’école, en menaçant de s’y opposer « revolver à la main ». Le ministre Émile de Marcère, voyant le soutien de la population, n’agit pas contre le maire. Albert Buret de Sainte-Anne est l’auteur d’un opuscule sur la Question des octrois, paru en 1870.

## Politique et administration

### Liste des maires de l'ancienne commune
| Période                                  | Période          | Identité                                             | Étiquette | Qualité                |
| ---------------------------------------- | ---------------- | ---------------------------------------------------- | --------- | ---------------------- |
| 1846                                     |                  | Henri de Buret de Sainte-Anne, baron de Champvallon  |           |                        |
| années 1870                              | 1917             | Albert de Buret de Sainte-Anne, baron de Champvallon |           | fils du précédent      |
| Les données manquantes sont à compléter. |                  |                                                      |           |                        |
| avant 1988                               | ?                | Jean-Paul Royer                                      |           |                        |
| mars 2008                                | 31 décembre 2016 | Jean-Marie Valnet                                    | SE        | Cadre EDF/GDF retraité |

### Liste des maires délégués
| Période                                  | Période      | Identité            | Étiquette | Qualité                |
| ---------------------------------------- | ------------ | ------------------- | --------- | ---------------------- |
| janvier 2017                             | février 2019 | Jean-Marie Valnet   | SE        | Cadre EDF/GDF retraité |
| février 2019                             | Mars 2022    | Jean-Pierre Tissier |           |                        |
| Les données manquantes sont à compléter. |              |                     |           |                        |

## Démographie
L'évolution du nombre d'habitants est connue à travers les recensements de la population effectués dans la commune depuis 1793. À partir du 1er janvier 2009, les populations légales des communes sont publiées annuellement dans le cadre d'un recensement qui repose désormais sur une collecte d'information annuelle, concernant successivement tous les territoires communaux au cours d'une période de cinq ans. 
Pour les communes de moins de 10 000 habitants, une enquête de recensement portant sur toute la population est réalisée tous les cinq ans, les populations légales des années intermédiaires étant quant à elles estimées par interpolation ou extrapolation. Pour la commune, le premier recensement exhaustif entrant dans le cadre du nouveau dispositif a été réalisé en 2007,.
En 2014, la commune comptait 686 habitants, en évolution de +18,48 % par rapport à 2009 (Yonne : −0,46 %, France hors Mayotte : +2,49 %).
| 1793 | 1800 | 1806 | 1821 | 1831 | 1836 | 1841 | 1846 | 1851 |
| ---- | ---- | ---- | ---- | ---- | ---- | ---- | ---- | ---- |
| 340  | 380  | 377  | 374  | 408  | 467  | 466  | 480  | 516  |

| 1856 | 1861 | 1866 | 1872 | 1876 | 1881 | 1886 | 1891 | 1896 |
| ---- | ---- | ---- | ---- | ---- | ---- | ---- | ---- | ---- |
| 516  | 536  | 551  | 578  | 598  | 574  | 571  | 569  | 551  |

| 1901 | 1906 | 1911 | 1921 | 1926 | 1931 | 1936 | 1946 | 1954 |
| ---- | ---- | ---- | ---- | ---- | ---- | ---- | ---- | ---- |
| 521  | 498  | 506  | 429  | 424  | 400  | 352  | 341  | 334  |

| 1962 | 1968 | 1975 | 1982 | 1990 | 1999 | 2007 | 2011 | 2014 |
| ---- | ---- | ---- | ---- | ---- | ---- | ---- | ---- | ---- |
| 306  | 315  | 399  | 429  | 448  | 485  | 574  | 636  | 686  |

## Environnement
La commune inclut une ZNIEFF :
- la ZNIEFF du bois de Montholon[9], où les milieux déterminants sont des landes, fruticées, pelouses et prairies, avec des bois. Champlay, Champvallon, Paroy-sur-Tholon et Senan se partagent les 333 ha de cette ZNIEFF.

## Personnalités liées à la commune
- François Harlay de Champvallon, archevêque de Paris (1625-1695), porte le nom de la commune.
- Jacky Galou, chanteur pour enfant, a consacré une des chansons de son 33 tours Dans mon Grenier, sorti en 1975 à Champvallon.

## Pour approfondir